# Lista de prefeitos de Alambari
Esta é a lista de prefeitos e vice-prefeitos de Alambari, município brasileiro do estado de São Paulo.
O prédio onde se encontra a prefeitura chama-se Paço Municipal Rosa Magueta Gomes.
| Nº | Nome                              | Imagem                | Partido                                          | Vice-prefeito                                                   | Início do mandato      | Fim do mandato            | Observações             |
| 1  | Hélio Iglesias de Lima            |                       | Partido do Movimento Democrático Brasileiro PMDB | Luiz Falcirolli                                                 | 1º de janeiro de 1993  | 31 de dezembro de 1996    | Prefeito eleito         |
| 2  | João Batista de Moraes            |                       | Partido Trabalhista Brasileiro PTB               | Santy Araujo Figueiredo                                         | 1º de janeiro de 1997  | 31 de dezembro de 2000    | Prefeito eleito         |
| 3  | Hudson José Gomes                 |                       | Partido da Social Democracia Brasileira PSDB     | Antonio Ruivo Fernandes, Tonhão (PFL)                           | 1º de janeiro de 2001  | 31 de dezembro de 2004    | Prefeito e vice eleitos |
| 3  | Hudson José Gomes                 | 1º de janeiro de 2005 | Partido da Social Democracia Brasileira PSDB     | Antonio Ruivo Fernandes, Tonhão (PFL)                           | 31 de dezembro de 2008 | Prefeito e vice reeleitos |                         |
| 4  | Sandro de Jesus de Camargo        |                       | Partido Verde PV                                 | José Benedito Leme, Zelão (PV)                                  | 1º de janeiro de 2009  | 31 de dezembro de 2012    | Prefeito e vice eleitos |
| 5  | Hudson José Gomes                 |                       | Partido da Social Democracia Brasileira PSDB     | Alessandro Vieira de Camargo, Sandro Camarão (PMDB)             | 1º de janeiro de 2013  | 31 de dezembro de 2016    | Prefeito e vice eleitos |
| 5  | Hudson José Gomes                 | 1º de janeiro de 2017 | Partido da Social Democracia Brasileira PSDB     | Alessandro Vieira de Camargo, Sandro Camarão (PMDB)             | 31 de dezembro de 2020 | Prefeito e vice reeleitos |                         |
| 6  | João Paulo Dantas Pintos, Carioca |                       | Partido Social Democrático PSD                   | Vanderlei Henrique Cardoso, Fiao (PTB) até 2022 (MDB) após 2022 | 1° de janeiro de 2021  | 31 de dezembro de 2024    | Prefeito e vice eleitos |
| 6  | João Paulo Dantas Pintos, Carioca | 1º de janeiro de 2025 | Partido Social Democrático PSD                   | Vanderlei Henrique Cardoso, Fiao (PTB) até 2022 (MDB) após 2022 | Atualidade             | Prefeito e vice reeleitos |                         |